# 善き羊飼い (ムリーリョ)
『善き羊飼い』（よきひつじかい、西: El Buen Pastor, 英: The Good Shepherd）は、スペインのバロック絵画の巨匠バルトロメ・エステバン・ムリーリョが1660年ごろ、キャンバス上に油彩で制作した絵画である。現在、マドリードのプラド美術館に所蔵されている。1744年に、本作は、『小鳥のいる聖家族』 (プラド美術館) など他のムリーリョの作品とともにフェリペ5世の妃で、ムリーリョ作品の愛好者であったエリザベッタ・ファルネーゼによりガスパール・デ・モリーナ・イ・オビエード枢機卿から購入された。

## 作品
ムリーリョの芸術の中で子供の占める役割は大きい。彼は、浮浪児であろうと幼子イエス・キリストであろうと生涯にわたって子供の姿を描き続け、また、それ以外にも宗教画の中で天使やプットとして好んで子供の愛らしい姿を描いた。ヨーロッパ絵画全体を見渡しても、ムリーリョはこの分野で際立った地位を占めている。
ムリーリョは、子供を優しく写実的に描くことを得意とした。しかし、画家の風俗画と宗教画では子供の描き方は趣を異にしている。風俗画では、ボロを纏った浮浪児の逞しい生活力、あるいは下層階級の子供の生き生きとした生活がありのままに描かれている。それに対して、宗教画に描かれた幼子イエス・キリストや幼子の洗礼者ヨハネは、愛らしさとともに神々しい美しさに輝いている。
本作は宗教画として信者の人気を集め、彼の作品の中で最も親しまれ、人気を博したものに数えられる。『聖書』の寓話を題材に幼いイエス・キリストが「善き羊飼い」として表されており、その図像は17世紀のイタリアの版画家ステファノ・デラ・ベラ (1610-1664年) の版画にもとづいている。幼児イエスへの崇拝は、バロック期のスペインでは絵画や彫刻を問わず、美術の主題として普及した。イエスの手は導かれる信者を象徴する羊の肩に載せられ、彼を信じる者は護られ、恐れることはないという意志が示されている。ムリーリョのこのタイプの宗教画についてよく指摘されるように、救世主イエス、そして羊は、どこにでもいる市井の子供たちや動物の姿をしている。しかし、同時に、このような写実的描写の中にも、ムリーリョ独特のロココ的な甘美さと気品が見られる。なお、背景にある古代の廃墟は、異教に対するキリスト教の勝利の象徴である。